# Antoni Socías

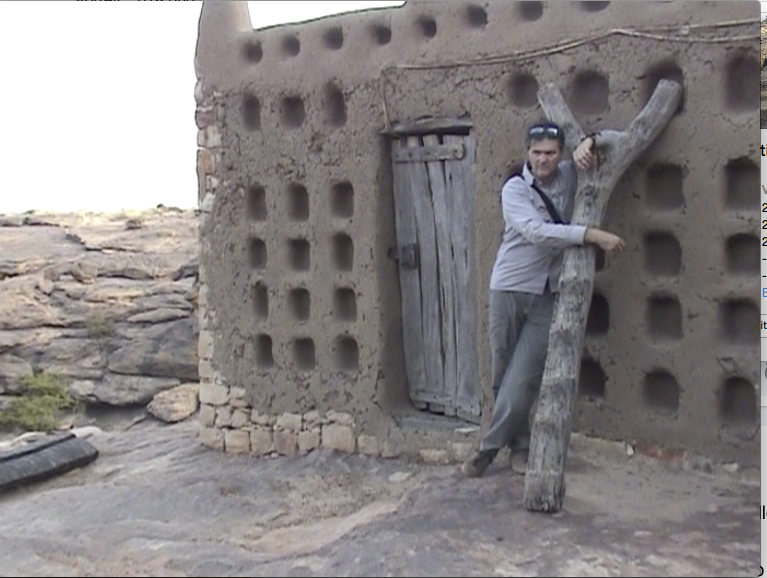
En Malí, África en 2005

,Antoni Socías Albaladejo (Inca, Baleares, 1955) es un artista multidisciplinar español residente en Mallorca, cuyos trabajos contienen un compromiso social y se configuran mediante la unión de diversas técnicas como la fotografía, el vídeo, instalaciones, objetos y textos para crear espacios donde desarrollar su acción artística con una poética personal e irónica desde un ejercicio crítico y autocrítico.
Nombrado Académico de Bellas Artes de la Academia de San Sebastián de las Islas Baleares en enero de 2020.

## Biografía
Licenciado en Bellas Artes por la Escuela Superior de Bellas Artes de Barcelona entre 1973 y 1978. Obtuvo en el año 1975 el Premio de pintura Joan Miró, Sala Pelaires, Palma de Mallorca.
En su obra conceptual medita sobre el arte en la sociedad española actual. Son seis grandes temas: el sistema del arte, las actitudes de autores, críticos y público, los espacios donde se desarrolla la acción artística, los discursos. Cada uno de estos apartados consta de entradas, como las de un diccionario, y con una poética adecuada y personal.

Busco comunicar inquietud, desasosiego, turbación, efervescencia, incomodidad, desconcierto, ironía, agudeza, desajuste, confusión e incertidumbre.
Así define el autor su extensa y variada obra.

Ha expuesto en diferentes países, entre otros en Brasil representando a España en la XXIV Bienal de Sao Paulo en el año 1996, en Das Atelier Mallorca, en el Kunstmuseum de Bonn (diciembre de 2003-febrero de 2004), VI Rencontres Africaines de la Photographie Bienal de fotografía de Bamako en Malí en el año 1995 con los artistas Cristina García Rodero, Sergio Belinchón, Marisa González, Alberto García Alix y comisariado por Santiago Olmo.
En su país ha expuesto en múltiples galerías, museos y ferias de arte contemporáneo como ARCO en Madrid. En el año 2012 presentó la exposición titulada NadaNuevo2 junto con su gran amigo el desaparecido fotógrafo Luis Pérez Minguez en San Martín Centro de Cultura Contemporánea / Una producción del CAAM (Centro Atlántico de Arte Moderno) de Las Palmas de Gran Canaria.  Ese mismo año realizó junto a su hijo la exposición Socías2.3 (Antoni Socías + Enric Socías) en la Galería Rafael Ortiz de Sevilla. En el año 2014 presenta La importancia de los satélites en el Centre Cultura Contemporani Pelaires CAAM (San Martín CAC) / Las Palmas. Entre sus últimos trabajos destaca la exposición realizada en el año 2016 titulada Teoría e Práctica do Deserto donde expone un recorrido por los procesos que atraviesa su trabajo, en una dinámica de escenificación seriada en que la presencia del artista es un autorretrato autocrítico que permite establecer una crítica social realizada en el CGAC, Centro Galego do Arte Contemporánea en Santiago de Compostela fue comisariada por el director del centro Santiago Olmo.
Su obra se encuentra en museos y colecciones como la Casa Real de España, el Museo Nacional Centro de Arte Reina Sofía, el Museo Artium de Vitoria, el Museo del Baluarte en Palma de Mallorca, la Fundación La Caixa de Barcelona, la Fundación Suñol de Barcelona, la Fundación Sa Nostra de Baleares, la Colección de La Bolsa de Barcelona, la Colección March, el Gobierno Balear, el Consejo Insular de Mallorca, el Ayuntamiento de Palma de Mallorca, en el Museo de Pollensa de Mallorca, y Colecciones particulares de España, Portugal, Alemania, Estados Unidos, Japón, Suecia, etc.